# Ann Kristin Flatland
Ann Kristin Aafedt Flatland, född 6 november 1982 i Oslo, är en norsk skidskytt. 
Flatlands första tävling i världscupen ägde rum under säsongen 2004/2005. Hennesbästa resultat kommer från VM 2007 då hon slutade femma i sprinttävlingen dessutom körde hon andra sträckan i det norska stafettlaget som slutade trea. 
Men i världscupsprinten i Oberhof den 8 januari 2011 blev det sekundstrid mellan Magdalena Neuner och Flatland. Men Flatland hade bästa slutspurten och vann sprinttävlingen, därmed fick Flatland sin första seger i världscupen i karriären.

## Världscupsegrar (2)

### Individuellt
| Datum            | Plats     | Land     | Disciplin |
| ---------------- | --------- | -------- | --------- |
| 8 januari 2011   | Oberhof   | Tyskland | Sprint    |
| 29 november 2013 | Östersund | Sverige  | Sprint    |